# 유표 (흉노)
유표(劉豹, ? ~ ?)는 흉노족 선우 어부라의 아들이며, 호주천의 조카이며, 전조의 황제 유연의 아버지이다.

## 행적
어부라가 196년에 사망하자. 어부라의 동생 호주천이 선우의 자리에 올라, 유표는 좌현왕이 된다. 후에 조조에 의해서 5부로 나누어줘서 흉노의 좌부를 통괄한다.
흉노 출신자가 한족화한 후에 유씨성을 자칭하는 것은 유표로부터이지만, 이것은 전한대부터 흉노와 한과의 사이에 인척관계가 있는 것에 유래한다. 일부에서는 유표가 후한(後漢) 조정으로부터 사성(賜姓)된 것으로 알려져 있으나, 실제로는 어부라의 모계 조상 가운데 한나라 공주의 성을 선택하여 유표가 스스로 결정한 것이다.
195년에 동탁의 잔당에 의한 반란에 즈음하여, 채옹(蔡邕)의 딸 채문희(蔡文姬)를 측실로 얻는다. 207년에 조조에 의해 몸값이 지불되어 채문희가 귀국할 때까지 2명의 아들을 얻었지만, 이름은 전해지지 않는다.

## 《삼국지연의》에서의 유표
《삼국지연의》에서의 유표는 좌현왕(左賢王)으로 등장하며, 고간(高幹)이 원군을 요청하자, “나는 조조와 원수를 진일이 없거늘 어찌하여 조조와 나의 사이를 갈라놓으려 하는가?”라고 하며 고간의 요청을 거부하였다.

## 같이 보기
- 삼국지 인물 목록
- 방현령